# Hoffman (Illinois)
Hoffman è un villaggio degli Stati Uniti d'America, situato nello Stato dell'Illinois, nella contea di Clinton.
| Controllo di autorità | J9U (EN, HE) 987007540106205171 |